# Jeu mortel
Pour les articles homonymes, voir La Peur au ventre et Hide and Seek.
Pour plus de détails, voir Fiche technique et Distribution.
Jeu mortel (titre original : Cord) est un film canadien réalisé par Sidney J. Furie, sorti en vidéo en 2000.

## Synopsis
Jack White et son épouse Anne ont tout pour être heureux. Ils vivent une vie de couple exemplaire dans une somptueuse maison, entourés de leurs meilleurs amis. Malgré tout, il manque un petit quelque chose pour symboliser cette vie si parfaite : un enfant.  
Après plusieurs fausses couches, Anne décide de recourir à la fécondation in vitro. L'expérience s’avère probante : le test de grossesse est positif. Les deux amoureux sont aux anges jusqu’au jour où on leur annonce, lors d’un entretien médical, que les résultats d’analyse sont en réalité négatifs. La jeune femme n’est pas enceinte, c’est un nouvel espoir qui s'effondre. 
Un soir, alors qu’elle est seule chez elle, Anne se fait sauvagement kidnapper et embarquer loin de chez elle dans une maison perdue en pleine campagne. Elle fait la rencontre de ses deux ravisseurs : Frank, l’homme responsable des études d’analyse de la fécondation d’Anne, et sa compagne Helen, une attardée mentale sadique et hystérique. Les ravisseurs apprennent à leur détenue la supercherie dont elle a été victime, grâce aux manipulations de Franck à son travail, et qu'elle est réellement enceinte.  
Frank et Hélène est un couple qui a jadis connu un avortement et qui ne pourra plus jamais avoir d'enfant. Ils comptent bien s’approprier celui d’Anne après avoir déguisé sa disparition en un effroyable accident de la route. Désormais seule dans une cave sordide, en proie à des tortionnaires aliénés, la future maman va vivre sa grossesse dans un véritable enfer pendant neuf mois. 
De son côté, Jack est convaincu que sa femme est encore vivante et va mettre toute son énergie pour la retrouver.

## Fiche technique
- Titre : Jeu mortel
- Titre original : Cord ou Hide and Seek
- Réalisation : Sidney J. Furie
- Scénario : Joel Hladecek et Yas Takata
- Production : Gary Howsam et Pieter Kroonenburg
- Musique : Robert Carli
- Photographie : Curtis Petersen
- Montage : Saul Pincus
- Pays de production : Canada
- Format : Couleurs
- Genre : Film dramatique, Film policier, Thriller
- Durée : 100 minutes
- Dates de sortie : 23 mai 2000 (États-Unis), 23 janvier 2001 (France)

## Distribution
- Daryl Hannah : Anne White
- Bruce Greenwood : Jack
- Jennifer Tilly (VF : Fanny Roy) : Helen
- Vincent Gallo : Frank
- Johanna Black : Emily
- Sharon Bajer : Dr Webster
- Chad Bruce : Détective Duncan
- Vanessa MaCrae : Delivery Woman
- Blake Taylor : Le bon docteur
- Seun Olagunju : Le jeune homme
- Darren Pitura : Le jeune sherrif
- Brent Fidler : Le docteur
- Deborah Patterson : L'infirmière principale

## Autour du film
- Ce n’est pas la première fois que les actrices Daryl Hannah et Jennifer Tilly se donnent la réplique sur un même plateau. Outre Jeu mortel, elles ont toutes les deux déjà collaboré sur les films High Spirits, de Neil Jordan en 1988, et Dancing at the Blue Iguana, de Michael Radford en 2000, ainsi que sur la série Gun de James Steven Sadwith en 1997, dans l’épisode Les Femmes du président, produit par Robert Altman.